# خصائص ويندوز 7 الجديدة
خصائص ويندوز 7 الجديدة (بالإنجليزية: Features new to Windows 7)‏ وتشمل المزايا الجديدة في ويندوز 7 مثل خصائص اللمس والكلام  والتعرف على الكتابة اليدوية ودعم الأقراص الثابتة الافتراضية ودعم تنسيقات الملفات الإضافية والأداء المحسن للمعالجات متعددة الأنوية و  تحسين أداء أقلاع نظام التشغيل و تحسينات في النواة .

## روابط خارجية
- ما الجديد في Windows 7 لمحترفي تكنولوجيا المعلومات (RC)
- دعم ويندوز 7